# نيكولاي سوروكين
نيكولاي سوروكين (بالروسية: Николай Владимирович Сорокин)‏ مواليد 23 يوليو 1982 في فولغوغراد، هو لاعب كرة يد روسي يلعب كحارس مرمى. مثل منتخب روسيا لكرة اليد.

## سجل المنافسة
شارك في البطولات التالية:
- بطولة أوروبا لكرة اليد للرجال 2014